# مسجد جامع فرخ شهر
مسجد جامع فرخ شهر، مربوط به اواخر دوره صفوی است و در فرخشهر، مرکز شهر واقع شده است. این اثر در تاریخ ۲۲ فروردین ۱۳۵۶ با شمارهٔ ثبت ۱۳۶۳ به‌عنوان یکی از آثار ملی ایران به ثبت رسیده است.